# Orroli
Orroli là một đô thị ở tỉnh Sud Sardegna trong vùng Sardegna của Ý, có vị trí cách khoảng 50 km về phía bắc của Cagliari. Đến thời điểm ngày 31 tháng 12 năm 2004, đô thị này có dân số 2.647 và diện tích là 75,6 km².
Orroli giáp các đô thị: Escalaplano, Esterzili, Goni, Nurri, Siurgus Donigala.